# Alvinella
Alvinella är ett släkte av ringmaskar. Alvinella ingår i familjen Alvinellidae.
Kladogram enligt Catalogue of Life:
| Alvinella | \| \| Alvinella caudata \| \| \| \| \| \| Alvinella pomejana \| \| \| \| |
|           | \| \| Alvinella caudata \| \| \| \| \| \| Alvinella pomejana \| \| \| \| |
|           | Paralvinella                                                             |
|           |                                                                          |
|           | Alvinella caudata                                                        |
|           |                                                                          |
|           | Alvinella pomejana                                                       |
|           |                                                                          |

|  | Alvinella caudata  |
|  |                    |
|  | Alvinella pomejana |
|  |                    |

## Bildgalleri

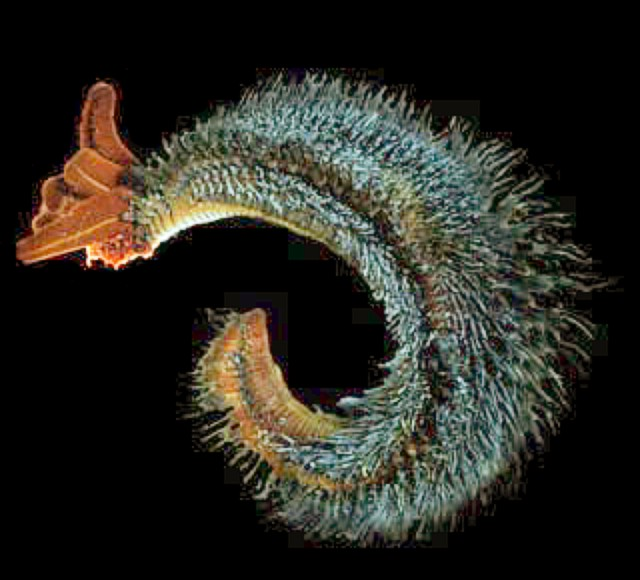
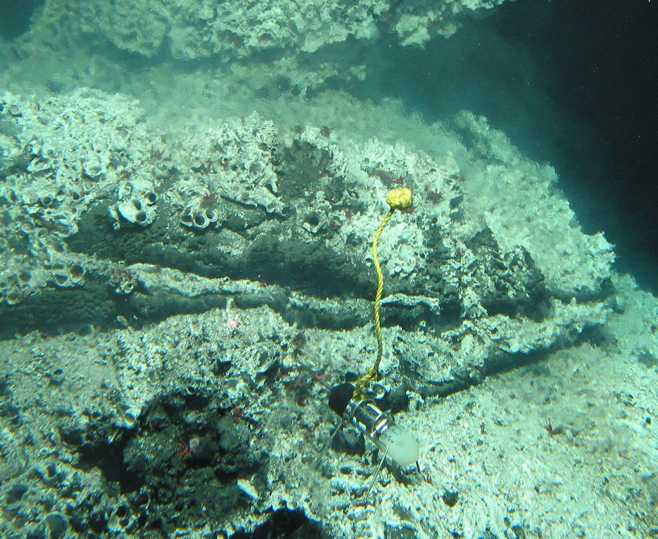